# Pierwiastki czwartego okresu
Pierwiastki czwartego okresu – pierwiastki chemiczne znajdujące się w czwartym okresie układu okresowego pierwiastków, o liczbach atomowych od 19 do 36.
16 pierwiastków jest w temperaturze pokojowej ciałami stałymi, jeden cieczą (brom) i jeden gazem (krypton).

## Lista
| Z  | Symbol | Nazwa   | Właściwości metaliczne  | Konfiguracja elektronowa |
| -- | ------ | ------- | ----------------------- | ------------------------ |
| 19 | K      | potas   | metal alkaliczny        | [Ar]4s1                  |
| 20 | Ca     | wapń    | metal ziem alkalicznych | [Ar]4s²                  |
| 21 | Sc     | skand   | metal przejściowy       | [Ar]3d14s²               |
| 22 | Ti     | tytan   | metal przejściowy       | [Ar]3d24s²               |
| 23 | V      | wanad   | metal przejściowy       | [Ar]3d34s²               |
| 24 | Cr     | chrom   | metal przejściowy       | [Ar]3d54s1               |
| 25 | Mn     | mangan  | metal przejściowy       | [Ar]3d54s²               |
| 26 | Fe     | żelazo  | metal przejściowy       | [Ar]3d64s²               |
| 27 | Co     | kobalt  | metal przejściowy       | [Ar]3d74s²               |
| 28 | Ni     | nikiel  | metal przejściowy       | [Ar]3d84s²               |
| 29 | Cu     | miedź   | metal przejściowy       | [Ar]3d104s1              |
| 30 | Zn     | cynk    | metal przejściowy       | [Ar]3d104s²              |
| 31 | Ga     | gal     | metal                   | [Ar]3d104s24p1           |
| 32 | Ge     | german  | półmetal                | [Ar]3d104s24p²           |
| 33 | As     | arsen   | półmetal                | [Ar]3d104s24p³           |
| 34 | Se     | selen   | niemetal                | [Ar]3d104s24p4           |
| 35 | Br     | brom    | niemetal                | [Ar]3d104s24p5           |
| 36 | Kr     | krypton | niemetal                | [Ar]3d104s24p6           |

## Pierwiastki znajdujące się w okresie

### Potas
Bardzo miękki metal. W kontakcie z wodą i kwasami zapala się i często wybucha. Tworzy wodorki. Musi być przechowywany w nafcie. Odkryty w 1807 r.

### Wapń
Srebrzystobiały metal. Podobnie jak potas i sód, musi być przechowywany w nafcie. Odkryty już w starożytności.

### Skand
Srebrzystoszary, miękki metal. Na powietrzu łatwo pokrywa się żółtawą warstwą tlenku, Sc
2O
3. Z kwasami tworzy sole.

### Tytan
Srebrzystobiały, lekki i wytrzymały metal. Dodawany jako dodatek stopowy do żelaza, aluminium, wanadu, molibdenu i innych.

### Wanad
Lśniący, srebrzysty metal. W stanie czystym jest kowalny i ciągliwy. Staje się kruchy w temp. powyżej 300 °C.

### Chrom
Chrom metaliczny jest srebrzystoszarym metalem (z błękitnym połyskiem w świetle); na powietrzu reaguje z tlenem, ulega pasywacji i powstaje tlenek chromu(III), który tworzy powłokę ochronną i zabezpiecza postępowaniu korozji na metalu.

### Mangan
Metaliczny mangan jest twardym, srebrzystym i kruchym materiałem o różowym połysku. Jest masowo stosowanym dodatkiem do stali, obniżając jej temperaturę topnienia i poprawiając właściwości mechaniczne. Wykazuje właściwości paramagnetyczne.

### Żelazo
Czyste żelazo jest lśniącym, srebrzystym, dość twardym i stosunkowo trudnotopliwym metalem, który ulega pasywacji. Domieszka krzemu bądź węgla, związana z procesem otrzymywania metalu z rud żelaza, zwiększa głębokość i szybkość korozji.

### Kobalt
Niebieskawoszary metal. Kobalt jest składnikiem niektórych stopów o wysokich parametrach (tzw. nadstopy). W postaci metalicznej lub jako tlenek jest składnikiem elektrod akumulatorów litowo-jonowych, niklowo-kadmowych i niklowo-metalowo-wodorkowych.

### Nikiel
Nikiel metaliczny jest srebrzystobiałym połyskującym metalem, trudno korodującym i odpornym na ścieranie. Stosuje się go do tworzenia błyszczących powłok galwanicznych na powierzchni elementów stalowych. W stopach z miedzią stosowany do wyrobu monet, sztućców itp.

### Miedź
Czerwonobrunatny miękki metal. Używana do produkcji kabli.

### Cynk
Niebieskawoszary kruchy metal. Na powietrzu ulega podobnej do aluminium pasywacji. Został odkryty w Indiach lub Chinach przed 1500 p.n.e. Do Europy metal ten zawędrował dopiero w XVII wieku.

### Gal
Jest łatwo topliwym, srebrzystobiałym, miękkim metalem. Topi się już w temperaturze 29,76 °C i trzymany w dłoni zamienia się w ciecz. Pierwiastkowy gal nie występuje w przyrodzie, ale można go łatwo uzyskać poprzez wytapianie.

### German
Srebrzystoszary metal. Jest ważnym półprzewodnikiem, wykorzystywanym do produkcji tranzystorów i inny części elektronicznych.

### Arsen
Stalowoszary metal. Do naturalnych źródeł arsenu w przyrodzie zalicza się erupcje wulkanów (około 17 000 ton rocznie) i (w mniejszym stopniu) ługowanie arsenu ze skał osadowych i magmowych.

### Selen
Selen jest czarnym lub czerwonym niemetalem. Swoimi właściwościami nieco przypomina siarkę
(w układzie okresowym leży pod nią, w grupie tlenowców).

### Brom
Czerwonobrunatna ciecz. Jest jednym z dwóch pierwiastków, które w warunkach standardowych znajduje się w tym stanie skupienia.

### Krypton
Bezbarwny gaz. Świeci w silnym polu elektrycznym.